# Arvande
Arvande (en llatí Arvandus) va ser prefecte (governador) de les Gàl·lies al segle v. L'any 464, Libi Sever i Ricimer el van nomenar, tres anys després que Egidi s'hagués separat de l'imperi, i va exercir fins al començament del 469 quan va ser destituït i exiliat.
Teodoric regnava sobre els visigots a la Gàl·lia sense cap oposició després que Ricimer agafés el poder a l'Imperi Romà d'Occident guanyant la batalla de Placència el 17 d'octubre del 456, en la qual l'emperador Marc Mecili Avit va ser capturat i va perdre la corona. Majorià fou posat al tron per Ricimer, però va actuar massa independent del seu mentor i el 2 d'agost del 461 va ser obligat a abdicar i va morir poc després. Va pujar al tron Libi Sever, però Flavi Valeri Lleó de Constantinoble no el va reconèixer i al nord de la Gàl·lia es va revoltar el general Egidi (a aquells territoris Ricimer mai havia aconseguit imposar la seva autoritat) que es va fer independent. El 464, el mateix any que va morir Egidi, Ricimer va enviar a Arvande a la Gàl·lia.
Libi Sever va morir el 465, potser enverinat per Ricimer, i durant 18 mesos no hi va haver emperador i el poder va estar plenament en mans de Ricimer fins a l'abril del 467 quan el patrici Procopi Antemi, grec de naixement, va ser proclamat emperador a proposta de l'emperador romà d'Orient, que fou acceptada pel senat i per Ricimer, que només va posar la condició que la filla del candidat li fos donada en matrimoni, cosa que fou concedida (12 d'abril del 467). Antemi i Ricimer van governar conjuntament, inicialment amb bon acord però més endavant van començar a sorgir discrepàncies.
Antemi i Ricimer van preparar una expedició contra els vàndals, i el nou rei visigot Euric (que havia assassinat al seu germà Teodoric el 466 i havia assolit la corona), volia estar en pau amb els romans. Però es va sentir amenaçat i va enviar una ambaixada a Lleó I. Per una sèrie de raons les seves sospites es van enfortir i va buscar l'aliança amb els vàndals, enviant delegats al rei Genseric. També va enviar una delegació al rei dels sueus, que tenia una mena de vassallatge envers els visigots. La primera de les ambaixades va servir també per confirmar els preparatius bèl·lics dels romans clarament dirigides contra els vàndals; això va decidir a Euric a tornar a l'amistat amb l'imperi, però abans de seguir va intervenir Arvande, el prefecte de les Gàl·lies. Arvande suposadament estava disposat a fer tot el possible per entregar als visigots i burgundis tot el que restava als romans a l'oest dels Alps no se sap ben bé a canvi de què, però cal suposar que del poder a la resta de la Gàl·lia. Una carta d'Arvande datada el 468, en que aconsellava a Euric de rebutjar l'aliança amb l'emperador Antemi al que considerava imposat per Constantinoble, atacar els bretons establerts a l'altre costat del riu Loira sota protecció de l'emperador (després de ser expulsats de Britànnia) i ocupar tota la Gàl·lia per repartir-la amb els burgundis que ja n'havien ocupat una part, va ser interceptada per agents imperials.
Euric es disposava a escoltar i portar a terme els consells d'Arvande i es diu que no ho va fer per diversos prodigis que es van produir a Tolosa considerats de mal auguri: s'hauria vist sorgir del mig de la ciutat una font de sang que va córrer tot un dia; que s'haurien vist brillar al mateix temps dos sols, i també que Euric va convocar una reunió de notables del regne a Tolosa i les seves armes van canviar sobtadament de color a les seves mans i esdevenien verdes, grogues, negres o roses; més probablement no ho va fer quan va saber que Arvande havia estat descobert i cridat a Roma al començament del 469, i acusat a Roma mateix per notables gals (entre els quals Tonanci Ferriol ex prefecte de les Gàl·lies, Taumast un parent de Sidoni Apol·linar, i Petroni) desplaçats expressament; acusat de peculatus, de lesa majestat, traïció i fellonia va ser deposat i condemnat a mort. Finalment no fou executat mercès a la intervenció dels seus amics entre els quals Sidoni Apol·linar, i la pena li va ser canviada per la d'exili.
El govern d'Arvande que va durar més de quatre anys, va ser ben considerat per la població; el seu caràcter era afable, però cap al final va vexar a diverses persones i es va guanyar l'odi d'una part de la població, que en alguns casos es va revoltar i en altres van presentar queixa a l'emperador Antemi.